# Yvonne Rainer
Pour les articles homonymes, voir Rainer.
Yvonne Rainer (née le 24 novembre 1934 à San Francisco dans l'état de la Californie) est une danseuse, chorégraphe, essayiste, cinéaste, poétesse américaine, figure de proue de la danse postmoderniste et minimaliste.

## Biographie

### Jeunesse et formation
Yvonne Rainer est la fille de Joseph et Jeanette Rainer. Son père est un anarchiste italo-américain, et sa mère est une Polono-Américaine de confession juive, ses parents fréquentent les milieux radicaux et des artistes de l'avant garde,. Après ses études secondaires à la Lowell High School (San Francisco) (en), elle est admise au City College de San Francisco, puis à  l'université de Californie à Berkeley qu’elle quitte au bout d'une semaine en septembre 1952, mettant fin à ses études universitaires.
En 1955, elle fait la connaissance de Al Held, un peintre expressionniste abstrait, ils se marient la même année et en 1956, ils emménagent à New York.

### Carrière
Arrivée à New York, Yvonne Rainer étudie la danse avec Martha Graham et Merce Cunningham, et est l'un des membres fondateurs du Judson Dance Theater en 1962, qui devient ensuite le centre de la danse contemporaine expérimentale new-yorkaise.
En 1965, elle publie son manifeste de sa vision de la danse postmoderne sous le titre de No Manifesto, dans lequel elle rejette les spécificités de la danse moderne avec ses côtés spectaculaires, la mise en avant de la prouesse physique etc., pour prôner une esthétique minimaliste qu'elle illustre par sa chorégraphie Trio A (1966),.
En 1972, Rainer commence une carrière de réalisatrice. Elle réalise des longs métrages expérimentaux, dont Lives of Performers (1972), Privilege (1990), Murder and Meurtre (1996), en 2000, elle retourne à la danse avec une commande de la Baryshnikov Dance Foundation pour le White Oak Dance Project (en) intitulé After Many a Summer Dies the Swan. Depuis lors, Rainer a créé diverses chorégraphies : AG Indexical, with a little help from H.M. (2006), RoS Indexical (2007), Spiraling Down (2008), Assisted Living: Good Sports 2 (2011), et Assisted Living: Do You Have Any Money? (2013).

### Vie privée
Après son divorce d'avec Al Held, elle vit, à partir des années 1960, avec l'artiste minimaliste Robert Morris, jusqu'en 1971, dont la rupture fut douloureuse, la conduisant à une tentative de suicide,. Depuis 1990, elle vit avec Martha Gever,.

## Influences
Le travail d'Yvonne Rainer a influencé de nombreux chorégraphes américains et européens qui ont fréquenté l'école new-yorkaise, notamment dans l'entourage de la Merce Cunningham Dance Company, tel que Jean-Claude Gallotta qui lui rend nommément hommage sur scène dans son ballet Ulysse, dans la version de 1993, son nom étant cité au milieu de la pièce par un danseur muni d'un mégaphone.

## Regards sur son œuvre
Avec les artistes de la contre-culture new-yorkaise, elle est considérée comme la chorégraphe postmoderne la plus iconoclaste, engageant une critique systématique des conventions esthétiques, notamment en édictant en 1964 un No Manifesto sur les conditions radicales de son approche théorique de la danse et de ses représentation dont la traduction peut être :
« NON au spectacle non à la virtuosité non aux transformations et au merveilleux et au trompe-l'œil non à la fascination et à la transcendance de l'image de la star non à l'héroïque non à l'anti-héroïque non aux images de pacotille non à l'engagement du performer ou du spectateur non au style non au maniéré non à la séduction du spectateur par les artifices de l'interprète non à l'excentricité non à l'émouvant et à l'ému. »
Elle illustre ces principes fondamentaux avec Terrain, présenté à partir du 28 avril 1963,,. Ce spectacle de 90 minutes est divisé en cinq parties, jouées par six danseurs. Le hasard détermine l'ordre des deux premières. Les danseurs, au cours de solos, créent des mouvements mémorisés, ou nés également du hasard. S'ils ne dansent pas, les interprètes se rassemblent autour d'une barrière. Elle expliquait ainsi sa position : « Le défi pourrait être défini comme la question de savoir comment se mouvoir dans l'espace, entre la bouffissure théâtrale, avec son fardeau de Signification psychologique dramatique - et - les images et les effets d'ambiance du théâtre non dramatique, non-verbal (c'est-à-dire la danse et certains happenings) - et - le théâtre de la participation et/ou de l'agression du spectateur. »

## Principales chorégraphies
- 1961 : Three Satie Spoons
- 1961 : Three Seascapes
- 1962 : Ordinary Dance
- 1963 : Terrain
- 1963 : We Shall Run
- 1965 : Parts of Some Sextets[21]
- 1966 : Trio A[22]
- 1969 : Continuous Project-Altered Daily
- 1970 : War
- 1973 : This Is the Story of a Woman Who…
- 2010 : Spiraling Down ,
- 2013 : Assisted Living: Do You Have Any Money? (2013),

## Filmographie
- 1972 : Lives of Performers
- 1974 : Film about a Woman Who[23]
- 1976 : Kristina Talking Pictures
- 1980 : Journey from Berlin/1971
- 1985 : The Man Who Envied Woman
- 1990 : Privilege[24]
- 1996 : Murder and Murder

## Prix et distinctions
- 1969 : boursière de la Fondation John-Simon Guggenheim pour suivre des études de chorégraphe[25].
- 1988 : boursière de la Fondation John-Simon Guggenheim pour suivre des études de chorégraphe[25].
- 1990 : boursière de la Fondation MacArthur[3].